# Baltasar Gracián
Baltasar Gracián y Morales (Belmonte de Gracián, 8 gennaio 1601 – Tarazona, 6 dicembre 1658) è stato un gesuita, scrittore e filosofo spagnolo.

## Biografia
Balthadar Gracián nacque a Belmonte de Gracián l'8 gennaio 1601. L'opera intellettuale di Baltasar Gracián, che si dedicò alla prosa didattica e filosofica, si sviluppò durante il cosiddetto Siglo de oro. Tra le sue opere spicca El Criticón – allegoria della vita umana – che costituisce una delle opere letterarie più importanti della letteratura spagnola, comparabile per qualità con il Don Chisciotte di Miguel Cervantes o La Celestina di Fernando de Rojas. La produzione letteraria di Gracián si può ascrivere alla corrente letteraria chiamata concettismo. Egli creò uno stile basato su frasi brevi, molto personale e denso, concentrato e polisemico, nel quale domina il gioco di parole e l'associazione ingegnosa fra parole e idee. Il risultato è un linguaggio laconico, pieno di aforismi e capace di esprimere una ricca gamma di significati. «Gracián (…), faceva gran conto dello scrittore bolognese, suo contemporaneo, il marchese Virgilio Malvezzi (1595-1634), del cui Romolo e Tarquinio scriveva che «en la profundidad, en la concision, en la sentencia dexa atras muchos poemas», e che di esso «se puede decir con verdad que nihil molitur inepte, pues no tiene palabra que no encierre un almo, todo es viveza y espiritu».»

## Formazione e ordinazione sacerdotale
Nato vicino a Calatayud nel 1601, le notizie sulla sua infanzia sono molto scarse. Tutto indica che studiò lettere fin dai dieci o dodici anni nella sua città natale, forse nel locale collegio dei gesuiti. A partire dal 1617 probabilmente soggiornò uno o due anni a Toledo, con suo zio Antonio Gracián, cappellano di San Juan de los Reyes, insieme al quale studiò logica e approfondì la conoscenza del latino.
Nel 1619 iniziò il noviziato presso il collegio provinciale dei gesuiti in Aragona, situato nella città di Tarazona. Grazie alla profondità dei suoi studi umanistici precedenti, Gracián fu esentato dal frequentare i primi due anni di preparazione. Nel 1621 tornò a Calatayud, dove frequentò due anni di filosofia. A questo periodo si fa risalire il suo primo interesse per l'etica, che influenzò tutta la sua produzione letteraria. Altri quattro corsi di Teologia nell'Università di Saragozza completarono la sua formazione religiosa.
Gracián fu ordinato sacerdote nel 1627 e cominciò a insegnare dottrine umanistiche nel collegio di Calatayud. Pare che questo fosse un periodo positivo, ma pochi anni più tardi Gracián ebbe gravi contrasti con i gesuiti di Valencia, dove era stato trasferito nel 1630.
Da Valencia lo studioso passò a Lerida nel 1631, incaricato di insegnare teologia morale. Nel 1633 si spostò a Gandia per insegnare filosofia nel collegio gesuita della città e si rinnovarono gli scontri e le inimicizie con i suoi vecchi correligionari di Valencia.

## I soggiorni a Huesca e a Madrid e la maturità letteraria
Nell'estate del 1636 tornò in Aragona, a Huesca, come confessore e predicatore. Il soggiorno in quest'ultima città ebbe una straordinaria importanza nella vita del gesuita, perché con l'appoggio dell'erudito mecenate Vincencio Juan de Lastanosa poté pubblicare il suo primo libro: El Héroe (L'eroe) nel 1637. Lastanosa riuniva nella sua casa-museo un importante cenacolo artistico e letterario. Il palazzo di Lastanosa, che fu visitato anche da Filippo IV, era famoso per i suoi bellissimi giardini, per la stupenda armeria, per una collezione di medaglie e un'enorme biblioteca di circa settemila volumi: un numero incredibile per l'epoca. In questo ambiente molto stimolante Gracián entrò in contatto con il mondo intellettuale aragonese, conoscendo fra gli altri il poeta Manuel de Salinas e lo storico Juan Francisco Andrés de Uztarroz.
Nel 1639 il gesuita tornò a Saragozza, nominato confessore del viceré di Aragona Francesco Maria Carafa, duca di Nocera, insieme al quale si recò a Madrid, dove predicò. Nonostante ciò la sua esperienza a Corte fu scoraggiante e anche se aspirava a diventare parte della scena letteraria della capitale, le sue ambizioni si trasformarono presto in un cocente disinganno. A Madrid, Gracián pubblicò la sua seconda opera, El Político (Il politico) nel 1640, e terminò la prima versione del suo famoso trattato teorico sull'estetica letteraria barocca, intitolato Arte de ingenio, tratado de la agudeza (Arte dell'ingegno, trattato dell'acutezza, 1642).
Dal 1642 al 1644 fu vicedirettore del collegio di Tarragona, dove aiutò spiritualmente i soldati che presero Lerida durante la Sollevazione della Catalogna. Al termine di questa campagna militare si ammalò e fu quindi inviato a Valencia in convalescenza. Grazie alla magnifica biblioteca dell'ospedale di Valencia preparò una nuova opera, El Discreto (Il discreto, 1646), che fu pubblicata a Huesca. Tornato in questa città insegnò teologia morale fino al 1650. Fu durante questo periodo che poté più attivamente dedicarsi alla letteratura. Pubblicò Oráculo manual y arte de prudencia (Oracolo manuale e arte della prudenza, 1647) e la seconda versione del Trattato dell'acutezza (1648).
(Baltasar Graciàn)

## Contrasti con i gesuiti e ultimi anni
Nell'estate del 1650 Gracián fu destinato a Saragozza con l'incarico di maestro di Sacra Scrittura. L'anno seguente pubblica la prima parte della sua opera migliore: El Criticón (Il criticone).* Gracián aveva fin qui pubblicato tutte le sue opere senza il permesso preventivo della Compagnia di Gesù, il che non aveva mancato di sollevare proteste formali contro lo scrittore, indirizzate alle massime autorità dei gesuiti. Queste proteste non dissuasero Gracián dal pubblicare la seconda parte di El Criticón a Huesca. Alcuni gesuiti di Valencia, in conseguenza di vecchie inimicizie con lo studioso, interpretarono uno dei passaggi dell'opera come contenente offese personali, il che provocò nuovi attacchi e proteste davanti ai superiori della Compagnia. In particolare furono criticati i contenuti scarsamente dottrinali dell'opera di Gracián, considerati indegni per uno studioso gesuita.
Forse per alleggerire la sua situazione, Gracián pubblicò, per la prima volta col suo vero nome, El Comulgatorio (Il recinto dell'altare, 1655), un libro sulla preparazione all'eucaristia. Tuttavia l'apparizione nel 1657 della terza parte di El Criticón causò la sua definitiva caduta in disgrazia.
Il nuovo provinciale gesuita in Aragona, il catalano Jacint Piquer, rimproverò pubblicamente Gracián nel refettorio e gli impose, per penitenza, digiuno a pane e acqua, proibendogli anche di possedere inchiostro, penne e carta e privandolo della sua cattedra di Sacra Scrittura nel collegio gesuita di Saragozza.
A partire dal 1658 Gracián fu confinato a Graus, un paesino nei dintorni di Huesca. Dopo poco tempo, Gracián scrisse al Generale della Compagnia per sollecitare il suo ingresso in un altro ordine religioso. La sua domanda non fu accettata, ma si decise di attenuargli la pena: nell'aprile del 1658 fu trasferito al collegio di Tarazona. Le ultime avversità accelerarono la decadenza fisica di Gracián, in giugno non poté assistere alla congregazione provinciale di Calatayud e poco più tardi, il 6 dicembre 1658, morì a Tarazona.

## Pensiero
Il pensiero di Gracián è pessimista, come è tipico del barocco spagnolo, e – per via del suo realismo disilluso – presenta alcune analogie con il pensiero di Niccolò Machiavelli e di Francesco Guicciardini. Il mondo è uno spazio ostile e ingannevole nel quale prevalgono le apparenze invece che la virtù e la verità. L'uomo è un essere debole, interessato e malevolo. Buona parte delle sue opere si occupano di fornire al lettore i mezzi e le risorse che gli permettano di districarsi nelle trappole della vita. È necessario sapere come farsi valere, essere prudente e avvantaggiarsi della conoscenza basata sull'esperienza, anche dissimulando e comportarsi a seconda dell'occasione.
Tutto ciò è valso a Gracián la fama di precursore dell'esistenzialismo e addirittura del postmodernismo. Ha influenzato pensatori come La Rochefoucauld e più tardi anche Schopenhauer, il quale lo tradusse parzialmente in tedesco. Senza dubbio il suo pensiero vitalistico è inseparabile dalla coscienza di una Spagna ormai in decadenza, come si avverte nel suo aforisma: «Fiorì nel secolo d'oro la semplicità, in questa di ferro la malvagità».

## Opere
- El Héroe, 1637.
- El Político don Fernando el Cathólico, 1640.
- El Discreto, 1646.
- Oracolo manuale e arte della prudenza (Oráculo manual y arte de prudencia), 1647.
- Agudeza y arte de ingenio, 1648.
- El Comulgatorio, 1655.
- El Criticón (3 voll.), 1651-1657.

## Traduzioni italiane
- Oracolo Manuale e Arte della Prudenza (traduzione e commento di E. Mele). Bari, Laterza, 1927.
- Oracolo Manuale e Arte di Prudenza (introduzione, traduzione e note di G. Marone). Carabba, Lanciano, 1929.
- L'Eroe. Il Saggio (traduzione, introduzione e note di A. Gasparetti). Roma, Edizioni Paoline, 1962.
- L'Acutezza e l'Arte dell'Ingegno (presentazione di M. Perniola, traduzione di G. Poggi, consulenza scientifica e coordinamento di B. Periñán). Palermo, Aesthetica, 1986.
- Oracolo manuale e arte di prudenza (traduzione, introduzione e note di A. Gasparetti). Milano, B.U.R. Rizzoli, 1967; poi Parma, Guanda, 1986; Milano, TEA, 2002.
- Il Politico (a cura di V. Dini). Napoli, Bibliopolis, 2003.
- L'Eroe (a cura di A. Allegra). Bompiani, Milano, 2008.
- Il Criticone (a cura di Elso Simone Serpentini). Artemia Edizioni, Teramo, 2008.
- Il Criticon: Regole della vita politica morale. Dalla traduzione secentesca di Giovanni Pietro Cattaneo, riveduta, emendata e annotata (con saggi introduttivi a cura di P. Filigheddu, Head&Line, 2018).
- Oracolo manuale ovvero l'arte della prudenza (traduzione e note di Giulia Poggi, con un saggio di Marc Fumaroli). Milano, Adelphi, 2020.